# Jime
Genre
Jime est un genre d'opilions laniatores de la famille des Stygnidae.

## Distribution
Les espèces de ce genre se rencontrent en Brésil et au Venezuela.

## Liste des espèces
Selon World Catalogue of Opiliones (04/10/2021) :
- Jime chifrudo Pinto-da-Rocha & Tourinho, 2012
- Jime praecursor Villarreal, Kury & Colmenares, 2021

## Publication originale
- Pinto-da-Rocha & Tourinho, 2012 : « Two new genera, ten new species and new records of Amazonian Stygnidae Simon, 1879 (Opiliones: Laniatores). » Zootaxa, no 3340, p. 1–28.